# 若宮 (水上機母艦)
若宮 （わかみや）は、日本海軍の水上機母艦。日本海軍初の水上機母艦であり、第一次世界大戦において日本初の航空作戦を実施している。艦名は壱岐国(長崎県壱岐諸島)若宮島から採る。若宮は青島の戦いで世界初の海上空襲を行った（1914年9月5日）。これは第一次世界大戦の最初の数ヶ月だった。

## 艦歴
元英貨物船レシントン（Lethington）。1905年（明治38年）1月、日露戦争時において香港からウラジオストクに向かっている途中の対馬海峡で鹵獲され没収、2月14日に沖ノ島丸と命名された。同年9月1日、若宮丸と正式命名、日本海軍の輸送船として活動した。
1913年（大正2年）に臨時に水偵機3機を搭載して演習に参加、翌年水上機母艦への改装工事を受けた。前部船倉に航空機格納所や弾火薬庫、後部船倉に兵員室を設け甲板上にキャンパス製の天蓋をつけた簡単な改装だった。航空機は前後甲板上に各1機、格納所には分解して2機の計4機を搭載でき、航空機の発進は海上に下ろす形だった。
日英同盟を締結していた当時、第一次世界大戦勃発と共に日本はドイツに宣戦、本艦も青島攻略戦に参加し、日本で初めて航空作戦を実施した。その後も1925年（大正14年）まで艦隊にあり、航空戦力として演習等に参加した。
1915年（大正4年）に軍艦（二等海防艦）に編入、若宮と改名。
1920年（大正9年）4月1日には類別変更され新設された航空母艦に日本で初めて籍を置いた。が、もちろん実質は水上機母艦であった。
1920年（大正9年）、仮設の滑走台を設け陸上機の発艦実験をしている。
1925年まで艦隊へ配属、その後は佐世保鎮守府警備艦。
1931年（昭和6年）4月1日に除籍され、後に売却解体された。

## 乗員
海軍制度沿革に記載の定員の変遷は以下の通り。
- 1912年(明治45年)3月9日、運送船定員表 114名[24]
- 1915年(大正4年)6月1日、二等海防艦定員表 138名[25]
- 1916年(大正5年)8月1日、二等海防艦定員表 140名[26]
- 1923年(大正9年)8月1日、航空母艦定員表 140名[17]
- 1931年(昭和6年)4月1日定員表削除[27]

また軍極秘海軍省年報の要目等一覧表での乗員数は、1920年(大正9年)3月で124名、1923年(大正12年)3月で114名となっている。

## 年譜
- 1901年10月 英ロバート・ダンカン社（グラスゴー）にて竣工
- 1905年1月12日 日露戦争において拿捕没収
  - 2月14日 沖ノ島丸となる
  - 9月1日 若宮丸と正式命名、海軍運送船として使用
- 1907-1912年 日本郵船に貸与
- 1912年3月9日 艦籍編入 運送船に類別
- 1913年 水上機搭載のテスト
- 1914年8月 水上機母艦への改装工事を横須賀工廠で実施
  - 8月23日 横須賀を出港、11月まで青島攻略戦に参加
  - 9月30日 青島福島付近で触雷着底
  - 10月-12月 佐世保海軍工廠で修理
- 1915年6月1日 二等海防艦となり若宮と改名
- 1920年 陸上機の発艦実験実施。航空母艦へ類別変更
- 1926年? 佐世保鎮守府警備艦となり数年間佐世保に繋留
- 1931年4月1日 除籍
  - 11月26日 売却
- 1932年 解体

## 艦長
※『日本海軍史』第9巻・第10巻の「将官履歴」及び『官報』に基づく。階級は就任時のもの。
若宮丸船長
- 野田啓太郎 1909年4月21日 - 1911年2月5日[28]
- 清水勵吾  1911年2月5日[29] -

若宮丸指揮官
- 井原頼一 中佐：1912年3月9日 - 1912年12月1日
- 堀江長吉 中佐：1912年12月1日 - 1913年12月1日
- 猪山綱太郎 中佐：1913年12月1日 -

若宮艦長
- 山内四郎 大佐：1915年6月1日 - 1915年7月10日
- 足立六蔵 中佐：1915年7月10日[30] - 1916年8月24日
- 原田正作 中佐：1916年8月24日 - 1917年12月1日
- 花房太郎 大佐：1917年12月1日 - 1918年12月1日
- 志賀巳之治 大佐：1918年12月1日[31] - 1919年4月24日[32]
- 秋元秀太郎 大佐：1919年4月24日[32] - 1920年10月5日[33]
- 豊島二郎 大佐：1920年10月5日[33] - 1921年4月4日[34]
- 福岡成一 大佐：1921年4月4日[34] - 1922年12月1日[35]
- 津留雄三 中佐：1922年12月1日[35] - 1923年10月20日[36]
- 鈴木義一 中佐：1923年10月20日 - 1924年12月1日
- 秋山虎六 中佐：1924年12月1日 - 1925年11月10日
- 津田威彦 大佐：1925年11月10日[37] - 1926年12月1日[38]
- 森繁二 中佐：1926年12月1日[38] - 1927年12月1日[39]

## 特務艦高崎
航空母艦籍には入らなかったが若宮と同様の改装を受け艦隊演習も同様に参加した。詳細は高崎 (運送艦)を参照のこと。